# De Campus Cup 2023
De Campus Cup 2023 is het vijfde seizoen in 2023 van De Campus Cup, een televisiequiz voor studenten van alle Vlaamse en Brusselse universiteiten en hogescholen, gepresenteerd door Otto-Jan Ham. Het programma wordt gemaakt door productiehuis Woestijnvis.
Het vijfde seizoen werd uitgezonden vanaf 24 april 2023 op Eén. Het decor werd dit seizoen vernieuwd. Dit seizoen deed er voor het eerst ook een team van een Nederlandse universiteit (TU Delft) mee. 
In de week van 8 t/m 12 mei werd het programma niet uitgezonden vanwege het Eurovisiesongfestival.
Er was dit seizoen tijdens de voorrondes slechts 1 team dat in de finale geen 10 correcte antwoorden kon geven, het team "Sociaal werk" van de Karel de Grote Hogeschool. Zij slaagden er niet in om het laatste correcte antwoord te geven.
In de finale werd voor het eerst in de geschiedenis van het programma het Mondeling Examen in het Engels afgenomen omdat de gastdocent uit het buitenland kwam en dus geen Nederlands kon verstaan.  Dit werd voor de kijkers in het Nederlands ondertiteld. Zo was dit examen ook voor hen goed te volgen. De studenten moesten hiervoor tevens voor het eerst een Engelstalige cursus blokken.
Laureaat van het vijfde seizoen werden de studenten van de faculteit Rechten van de KULeuven, verliezend finalist de studenten van de richting Biomedische Laboratoriumtechnologie van de Erasmushogeschool.

## Voorrondes
| Aflevering | Richting - universiteit/hogeschool                      | Eindscore | Finale tijd | Te blokken cursus                                                                               |
| ---------- | ------------------------------------------------------- | --------- | ----------- | ----------------------------------------------------------------------------------------------- |
| 1          | Geneeskunde - VUB                                       | 390       | n.v.t.      | PXL-Music Hasselt David Poltrock Subtractieve klanksynthese                                     |
| 1          | Journalistiek - AP Hogeschool                           | 520       | 1:59        | PXL-Music Hasselt David Poltrock Subtractieve klanksynthese                                     |
| 2          | Fotografie - LUCA                                       | 320       | n.v.t.      | UHasselt Koenraad Van Renterghem Erectieprothese                                                |
| 2          | Rechten - KULeuven                                      | 655       | 1:11        | UHasselt Koenraad Van Renterghem Erectieprothese                                                |
| 3          | Bio-ingenieur - UGent                                   | 570       | 1:17        | HoWest Miet Craeynest Psychologie van het complotdenken                                         |
| 3          | Taal- en Letterkunde - UAntwerpen                       | 345       | n.v.t.      | HoWest Miet Craeynest Psychologie van het complotdenken                                         |
| 4          | Wijsbegeerte en Moraalwetenschappen - VUB               | 300       | n.v.t.      | Antwerp Maritime Academy Veerle Van Driessche Reglementen ter voorkoming van aanvaringen op zee |
| 4          | Communicatiewetenschappen - VUB                         | 775       | 1:16        | Antwerp Maritime Academy Veerle Van Driessche Reglementen ter voorkoming van aanvaringen op zee |
| 5          | Aerospace Engineering - TU Delft                        | 300       | n.v.t.      | Arteveldehogeschool Gent Daniëlle Van Strydonck Parodontologie                                  |
| 5          | Rechten - UHasselt                                      | 560       | 2:02        | Arteveldehogeschool Gent Daniëlle Van Strydonck Parodontologie                                  |
| 6          | Afrikaanse Talen & Culturen - UGent                     | 490       | 1:43        | KASK Susanna Antico Relatie tussen licht en kleur, materialen en afwerking                      |
| 6          | Fysica - KULeuven                                       | 340       | n.v.t.      | KASK Susanna Antico Relatie tussen licht en kleur, materialen en afwerking                      |
| 7          | Politieke Wetenschappen - UGent                         | 535       | 1:15        | UAntwerpen Bart Eeckhout Queer Fictie                                                           |
| 7          | Geologie - KULeuven                                     | 365       | n.v.t.      | UAntwerpen Bart Eeckhout Queer Fictie                                                           |
| 8          | Verpleegkunde - UCLL                                    | 380       | 1:44        | KULeuven Mik Van Der Borght Insectenvoeding                                                     |
| 8          | Media & Entertainment - VIVES                           | 260       | n.v.t.      | KULeuven Mik Van Der Borght Insectenvoeding                                                     |
| 9          | Sociaal Werk - KdG                                      | 495       | 9           | UCLouvain Hans Van Dyck Gedragsecologie                                                         |
| 9          | Productontwikkeling - UAntwerpen                        | 295       | n.v.t.      | UCLouvain Hans Van Dyck Gedragsecologie                                                         |
| 10         | Secundair Onderwijs - Arteveldehogeschool               | 425       | n.v.t.      | UHasselt Evelien Polders Ongevalsrisico bij jonge bestuurders                                   |
| 10         | Secundair Onderwijs - Arteveldehogeschool               | 440       | 1:30        | UHasselt Evelien Polders Ongevalsrisico bij jonge bestuurders                                   |
| 11         | Biomedische Laboratoriumtechnologie - Erasmushogeschool | 655       | 1:14        | KULeuven Amr Ryad Moslims in WOI                                                                |
| 11         | Audiovisuele Kunsten - LUCA                             | 340       | n.v.t.      | KULeuven Amr Ryad Moslims in WOI                                                                |
| 12         | Erfgoedstudies - UAntwerpen                             | 590       | 1:16        | VUB Damya Laoui Immunologie van kanker                                                          |
| 12         | Sociale en Militaire wetenschappen - KMS                | 395       | n.v.t.      | VUB Damya Laoui Immunologie van kanker                                                          |
| 13         | Geschiedenis - UAntwerpen                               | 610       | 1:49        | Erasmus Hogeschool Brussel Matthias Dobbelaere-Welvaert Privacy                                 |
| 13         | Geneeskunde - UHasselt                                  | 425       | n.v.t.      | Erasmus Hogeschool Brussel Matthias Dobbelaere-Welvaert Privacy                                 |
| 14         | Secundair Onderwijs - VIVES                             | 615       | 1:24        | Thomas More Hogeschool Veerle Huysmans Voedselallergie                                          |
| 14         | Handelsingenieur - UAntwerpen                           | 285       | n.v.t.      | Thomas More Hogeschool Veerle Huysmans Voedselallergie                                          |
| 15         | Kunstwetenschappen & Archeologie - VUB                  | 670       | 0:52        | KMS Delphine Resteigne Militaire Sociologie                                                     |
| 15         | Artificial Intelligence - KULeuven                      | 265       | n.v.t.      | KMS Delphine Resteigne Militaire Sociologie                                                     |
| 16         | Diergeneeskunde - UGent                                 | 250       | n.v.t.      | Odisee Hogeschool Kim Lecoyer Begeleiding van gezinnen                                          |
| 16         | BATAC Radio - Thomas More                               | 645       | 0:52        | Odisee Hogeschool Kim Lecoyer Begeleiding van gezinnen                                          |
| 17         | Burgerlijk Ingenieur Architect - UGent                  | 300       | n.v.t.      | LUCA School of Arts Inge Heremans Humor                                                         |
| 17         | Rechten - KULAK                                         | 600       | 1:18        | LUCA School of Arts Inge Heremans Humor                                                         |

Legende:
 Haalde de top 8
 Haalde de top 8 niet
 Geen 10 vragen correct beantwoord

## Kwartfinales
| Aflevering | Richting - universiteit/hogeschool                      | Eindscore / vrijstellingen | Finale score | Te blokken cursus                                                            |
| ---------- | ------------------------------------------------------- | -------------------------- | ------------ | ---------------------------------------------------------------------------- |
| 18         | Politieke Wetenschappen - UGent                         | 350 / 1                    | 2            | Antwerp Management School Jonas Vandenbruaene Bubbels in financiële economie |
| 18         | Biomedische Laboratoriumtechnologie - Erasmushogeschool | 700 / 4                    | 6            | Antwerp Management School Jonas Vandenbruaene Bubbels in financiële economie |
| 19         | Erfgoedstudies - UAntwerpen                             | 570 / 3                    | 6            | UGent Eva Brems Universaliteit van Mensenrechten                             |
| 19         | Communicatiewetenschappen - VUB                         | 455 / 2                    | 5            | UGent Eva Brems Universaliteit van Mensenrechten                             |
| 20         | Kunstwetenschappen en Archeologie - VUB                 | 275 / 1                    | 5            | UGent Karlien Dhondt Slaap                                                   |
| 20         | Bio-ingenieur - UGent                                   | 650 / 4                    | 6            | UGent Karlien Dhondt Slaap                                                   |
| 21         | BATAC Radio - Thomas More                               | 670 / 4                    | 4            | UAntwerpen Karine Van Doorsselaer Ecodesign                                  |
| 21         | Rechten - KULeuven                                      | 220 / 1                    | 6            | UAntwerpen Karine Van Doorsselaer Ecodesign                                  |

## Halve finales
| Aflevering | Richting - universiteit/hogeschool                      | Eindscore / vrijstellingen | Finale score | Te blokken cursus                       |
| ---------- | ------------------------------------------------------- | -------------------------- | ------------ | --------------------------------------- |
| 22         | Erfgoedstudies - UAntwerpen                             | 560 / 3                    | 2            | UAntwerpen David Eelbode Groepentheorie |
| 22         | Rechten - KULeuven                                      | 440 / 2                    | 6            | UAntwerpen David Eelbode Groepentheorie |
| 23         | Biomedische Laboratoriumtechnologie - Erasmushogeschool | 415 / 3                    | 6            | UCLL Bleri Lleshi Cultuurshock          |
| 23         | Bio-ingenieur - UGent                                   | 390 / 1                    | 3            | UCLL Bleri Lleshi Cultuurshock          |

## Finale
| Aflevering | Richting - universiteit/hogeschool                      | Eindscore / vrijstellingen | Finale score | Te blokken cursus                               |
| ---------- | ------------------------------------------------------- | -------------------------- | ------------ | ----------------------------------------------- |
| 24         | Biomedische Laboratoriumtechnologie - Erasmushogeschool | 395 / 1                    | 5            | Modeacademie Antwerpen Brandon Wen Anti-fashion |
| 24         | Rechten - KULeuven                                      | 600 / 4                    | 6            | Modeacademie Antwerpen Brandon Wen Anti-fashion |